# Dosna
Dosna (Canna) je rod rostlin náležící do čeledi dosnovité (Cannaceae). Čeleď dosnovité zahrnuje jediný rod dosna.

## Botanika

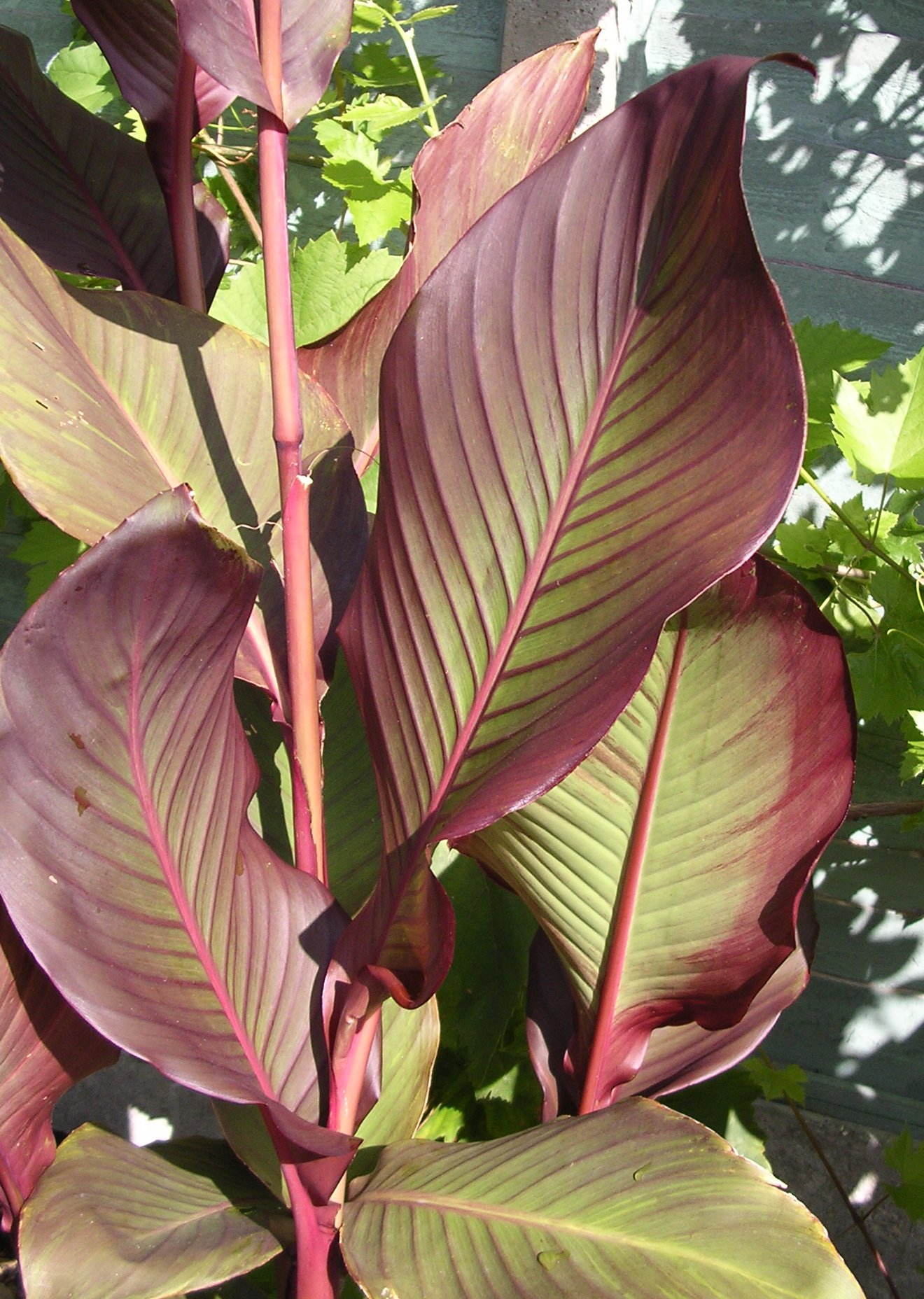
Dosna 'Auguste Ferrier'

Jsou to vytrvalé celkem robustní byliny s oddenky. Listy jsou velké, vesměs řapíkaté, jednoduché, s listovými pochvami. Čepele jsou čárkovité, kopinaté až obkopinaté, celokrajné, žilnatina je zpeřená (zpeřeně souběžná). Jsou to jednodomé rostliny s oboupohlavnými květy. Květy jsou uspořádané do květenství, dvoukvětých vijanů, které tvoří hrozen až latu (kytku). Květy jsou podepřeny listeny a listénci a jsou výrazně asymetrické. Okvětních lístků je šest, jsou nestejné s náznakem dělení na kalich a korunu (3 kališní lístky a 3 korunní). Vnitřní tři korunní lístky jsou často nestejné, jeden je kratší než další dva, dole jsou srostlé v trubku. Fertilní tyčinka je jen jedna, nese jen půl prašníku a napodobuje okvětní lístek. Další tyčinky, nejčastěji tři (řidčeji jiný počet), jsou přeměněny ve staminodia a také jsou petaloidní (napodobují korunní lístek). Gyneceum se skládá ze tří plodolistů, čnělka je také mírně petaloidní, semeník je spodní. Plodem je tobolka, na povrchu bradavčitá.

## Rozšíření
Je známo 10–20 druhů, které jsou přirozeně rozšířeny v tropických a subtropických oblastech Severní Ameriky a Jižní Ameriky. Na severu zasahují po jih USA (jih Jižní Karolíny), na západě a jihu do Texasu) a na jihu po severní Argentinu.
Různé kultivary se pěstují ve většině zemí, a to i na území za severním polárním kruhem. Nejznámější je asi dosna indická (Canna indica), jako okrasná pěstovaná i v ČR.

## Zástupci
- dosna indická (Canna indica)

## Pěstování
Oddenky dosny jsou bohaté na škrob, proto se některé druhy využívají jako zemědělská plodina.
Přestože je dosna tropická rostlina, většina kultivarů byla vyšlechtěna pro mírné klima a snadno se pěstují v mnoha zemích světa, pokud mohou mít 6–8 hodin slunečního záření denně a pokud jsou oddenky chráněny před mrazem. Rostliny mají výrazné atraktivní olistění vyšlechtěné např. do panašovaných zelených listů, do červených nebo bronzově hnědých odstínů. Květy mohou být stejnobarevné, vícebarevné či žíhané – žluté, růžové, oranžové a červené. V našich podmínkách je vhodné dosnu předpěstovat, aby nekvetla až v pozdním létě. Sází se hlouběji, než rostla květináči, aby se nevyvrátila. Na zimu se hlízy i s balem ukládají v suchu a chladu, příp. se očištěné ukládají do rašeliny.
Vědecký název Canna pochází z keltštiny a slovo znamená třtinu nebo rákos.